# Wojciech Rotarski
Wojciech Rotarski (ur. 29 maja 1961 w Olkuszu) – polski historyk, działacz opozycji demokratycznej w Polsce w latach 80. XX wieku.

## Życiorys
Absolwent Katolickiego Uniwersytetu Lubelskiego. W okresie 1980–1981 członek NZS w Częstochowie. W latach 1981–1982 internowany, następnie studia historyczne na KUL. Obecnie pracownik w Ośrodku Zamiejscowym BEP IPN w Częstochowie. Zajmuje się historią „Solidarności” i druków tzw. „drugiego obiegu”. Autor wielu haseł w Encyklopedii Solidarności dotyczących Regionu Częstochowskiego NSZZ „Solidarność”.

## Wybrane prace

### Redakcja "Druki drugiego obiegu"
- Mini – Max : informator wewnętrzny NZS Politechniki Częstochowskiej, Częstochowa: Zarząd Uczelniany NZS PCz, 1981 – nr 1(12.04.1981) – nr 4(25.V.1981) – [członek redakcji]
- Gryps: [gazetka w obozie internowania – O. I. Zabrze-Zaborze]. – nr 1(16.03.1982)- [redaktor i wykonawca]
- Myśl Niepodległa: forum myśli politycznej, [Gdańsk-Lublin], 1985. – nr 1 [wiosna] 1985 [drukarz]
- FZHUT: organ Komitetu Zakładowego przy DKF „Luk” w Lublinie [satyryczna gazetka ścienna w poetyce socrealizmu]. – nr 1(styczeń 1986) – nr 5(maj 1986) [redaktor i wykonawca]
- Wielkie Koło: Ośrodek Dokumentacji Ruchu Studenckiego przy Samorządzie Studentów KUL, nr 1(10)(16.05.1987) – nr 4(13)(luty-marzec 1988) [współredaktor]
- Volta – Lublin: Niezależne Zrzeszenie Studentów KUL, 1988-1989. – nr 1 (czerwiec 1988) – nr 2 (styczeń-luty 1989)- [współredaktor]
- Raptularz: zeszyty historyków studentów KUL, nr 1 (kwiecień 1988) - [redaktor naczelny]
- BIS: tygodnik akademicki, Lublin: NZS 1990-1991, nr 1 (11.03.1990) – 13 (maj 1991) – [członek redakcji]

### Redakcja i artykuły
- Materiały do bibliografii czasopism studenckich na KUL-u 1980-1988, „Volta” 1988, nr 1 s. [15], ibidem 1989 nr 2 s. 5-8 .
- Mizdrygałki albo Trzy kwadranse lat w pogoni za kwiatem paproci: jeden obrazek i pół kopy myśli przez Marka Zgórkę puszczonych w eter, wyrwał z kontekstu i do druku przysposobił Wojciech Rotarski, Lublin: Księgarnia „Bibliopola” 1993.
- Kara Mustafa, czyli Rys historji powszechnej do użytku młodzieży salonowej, oprac. i przygotował do druku Wojciech Rotarski. - Lublin: Oficyna Bibliopolelum 1993 .
- Wolne słowo: wydawnictwa niezależne w Częstochowie i regionie 1978-1990: katalog wystawy, wstęp Wojciech Rotarski, Częstochowa: Biblioteka Główna Akademii im. Jana Długosza 2005 .
- „Pismo” 1981-1983: bibliografia zawartości, Wojciech Rotarski, Częstochowa: Oficyna Bibliopolelum, 2004 .
- Statut Niezależnego Zrzeszenia Studentów Politechniki Częstochowskiej 1981, z materiałów archiwalnych wydał Wojciech Rotarski, Częstochowa 2007 .
- ZAMIAST recytowania dekretu i przemówienia generała na akademiach 13-grudniowych tych parę wierszy poetów znanych i nieznanych z imienia o nastroju, myślach i wydarzeniach stanu wojennego, do używania przedkłada Wojciech Rotarski, Częstochowa: Oficyna Bibliopolelum 2008.
- Bibliografia wydawnictw niezależnych w regionie częstochowskim 1978–1990: druki zwarte i wydawnictwa ciągłe, „Ziemia Częstochowska” 31 (2004), s. 205-237 .
- Materiały do bibliografii czasopism studenckich na KUL-u 1980-1988, „Volta” 1988, nr 1 s. [15], 1989 nr 2 s. 5-8
- Za Niepodległą. Częstochowianie polegli w wojnach 1914-1921, „Rocznik Muzeum Częstochowskiego” 2009, t. 9, s. 185-215.
- Kazimierz Maciński, Marek Pytel [w:] Cmentarz Rakowski w Częstochowie 1910-2010: przewodnik biograficzny, red. Juliusz Sętowski, Roman Sitkowski, Częstochowa 2010, s. 118-119, 146.
- hasła [w:] Encyklopedia „Solidarności”. Opozycja w PRL 1976-1989, t. 1, Warszawa: Oficyna Wydawnicza Volumen: Instytut Pamięci Narodowej - Katowice: Stowarzyszenie Pokolenie 2010.
- Region Częstochowa [w:] NSZZ „Solidarność” 1980-1989, t. 6: Polska południowa, pod red. Łukasza Kamińskiego i Grzegorza Waligóry, Warszawa: Instytut Pamięci Narodowej 2010, s. 827-876 .
- NSZZ Indywidualnego Rzemiosła „Solidarność” [w:] NSZZ Solidarność 1980-1989, t.2: Ruch społeczny, pod red. Łukasza Kamińskiego i Grzegorza Waligóry, Warszawa: Instytut Pamięci Narodowej 2010, s. 137-146 .
- Spóźniony Sierpień w Częstochowie. Regionalny protest NSZZ „Solidarność” w klubie „Ikar” w listopadzie 1980 r. [w:] Tam też była Solidarność. Małe ośrodki ruchu związkowego i ich rola w latach 1980-1990, red. A. Dyżewska, M. Zwolski, Białystok 2012, s. 28-34 .
- Wacław Turkuć, Łopatologiczny Słownik Nowomowy, Częstochowa 2012 .

### Dokumenty, relacje opublikowane
- 31 postulatów MPK z września 1980: [Postulaty załogi Miejskiego Przedsiębiorstwa Komunikacyjnego zgłoszone w dniu 2 września 1980 przez Zakładowy Komitet Strajkowy], podał do druku W. Rotarski, „Gazeta Solidarna” 2007, nr 219, s. 8-9
- Bogdan Pełka: [relacja], [w:] Idą pancry na Wujek, red. A. Borowski, Warszawa 2006, s. 164
- Cała Polska chciała być w Solidarności: wspomina Tadeusz Soluch, [red. W. Rotarski], „Dziennik Zachodni”, 2 XI 2006
- Co się władzy nie udało: wspomina Jorgos Konstantinidis, [red. W.Rotarski], „Dziennik Zachodni”, 21 IX 2006
- Dla wszystkich chętnych: wspomina Tadeusz Wrona, [red. W. Rotarski], „Dziennik Zachodni” 13 IV 2006
- Krzyż naszym znakiem: [relacja Adama Czarnoty], [oprac.] W. Rotarski, „Gazeta Solidarna” 2006, nr 205 s. 9, nr 206 s. 9-10
- Symbolem PRL był ocet: wspomina Zbigniew Kokot, [red. W. Rotarski], „Dziennik Zachodni”, 17 VIII 2006
- Hutnicy poparli Wybrzeże, a nie Gierka: [relacja Hieronima Szewczyka], [oprac.] W. Rotarski, „Gazeta Solidarna” 2005, nr 195, s. 8-9
- Jak strajkowało MPK: wspomnienia Zdzisława Bojarskiego, oprac. W. Rotarski, „Życie Częstochowskie”, 2-4 IX 2005

### Artykuły popularnonaukowe
- Kazimierz Maciński (1951-1991), „Gazeta Solidarna” 2011 nr 260, s. 8.
- Waldemar Ziębacz (1936-2003), „Gazeta Solidarna” 2011 nr 261, s. 9.
- Zbigniew Muchowicz, „Gazeta Solidarna” 2011 nr 262/263, s. 8
- Andrzej Wiktor Gała, Marek Pytel, „Gazeta Solidarna” 2010 nr 254, s. 9.
- Demonstracje podziemnej „Solidarności” w Częstochowie, „Gazeta Solidarna” 2010 nr 252, s. 12.
- Jankowski Andrzej Roman (1952-2009), „Gazeta Solidarna” 2010, nr 245 s. 8.
- Solidarność w częstochowskiej Hucie 1980-1989, „Gazeta Solidarna” 2010 nr 253, s. 9.
- Teodor Harabasz (1936-2010), Mieczysław Korzeniec (1922-2010), „Gazeta Solidarna” 2010 nr 250, s. 9
- Ostatnie pożegnanie działaczy hutniczej „Solidarności”. Benedykt Bilnik (1931-2009). Jan Łyzicki (1937-2009), „Gazeta Solidarna” 2009, nr 243 s. 8.
- Przełomowy rok 1989 w Częstochowie, „Gazeta Solidarna” 2009, nr 236 s. 8; ibidem nr 237 s. 8-9.
- Przełomowy rok 1990, „Gazeta Solidarna” 2009, nr 238 s. 8-9.
- Walka o budowę kościoła św. Wojciecha w słowach jej budowniczego ks. Józefa Słomiana, „Gazeta Solidarna” 2009, nr 240.
- Ikar 1980 – przebieg protestu i jego konsekwencje, „Gazeta Solidarna” 2008, nr 233 s. 8, ibidem 2009 nr 234, s. 8, ibidem nr 235 s. 8-9.
- Częstochowscy studenci okupują „Czerwony Pałac”, „Gazeta Solidarna” 2008, nr 226, s. 8-9
- Hieronim Szewczyk, „Polska. Dziennik Zachodni”, 16-17 VIII 2008.
- Kolejki i kartki – przygotowania do stanu wojennego, „Gazeta Solidarna” 2008, nr 231 s. 8.
- Mariusz Maszkiewicz, „Polska. Dziennik Zachodni”, 13-14 IX 2008.
- Proces o „niedźwiedzia”, „Gazeta Solidarna” 2008, nr 225, s. 8.
- Tadeusz Soluch, Jerzy Zając, „Polska. Dziennik Zachodni”, 23-24 VIII 2008.
- Teresa Staniowska, Witold Strąk, „Polska. Dziennik Zachodni”, 30-31 VIII 2008.
- Zapomniana historia „Solidarności” rzemieślników, „Gazeta Solidarna” 2008, nr 232 s. 8.
- Częstochowa mówi, „Gazeta Solidarna” 2007, nr 217, s. 8-9.
- Częstochowska lista internowanych, „Gazeta Solidarna” 2007, nr 212 s. 8-9, ibidem, nr 213 s. 9, nr 214 s. 9, nr 215 s. 9
- Kazimierz Maciński (1951-1991), „Gazeta Solidarna” 2007, nr 211, s. 3.
- „Lojalka” – problem zastępczy, „Gazeta Solidarna” 2007, nr 221, s. 8.
- „Solidarność” w Radomsku 1980-1990, „Gazeta Solidarna” 2007, nr 218, s. 8-9.
- Solidarność w Radomsku 1980-1990: osoby, wydarzenia, „Nasz Świat” 2007, nr 15, s. 1-11 .
- Strajk w „Dzianilanie”, „Gazeta Solidarna” 2007, nr 222, s. 8.
- Strajki wrześniowe w 1980 roku, „Gazeta Solidarna” 2007, nr 219, s. 8-9.
- Wolni i solidarni: „Solidarność Walcząca” w 25-lecie powstania organizacji, „Gazeta Solidarna” 2007, nr 196, s. 9.
- Afera plakatowa, „Dziennik Zachodni”, 21 IX 2006.
- Andrzej Pełka – najmłodszy obrońca z kopalni Wujek, „Gazeta Solidarna” 2006, nr 210, s. 8.
- Demokracja i eksperymenty, „Dziennik Zachodni”, 19 IV 2006.
- Dwa początki: Niezależne Zrzeszenie Studentów w Częstochowie 1980-1990, „Gazeta Częstochowska” 2006, nr 7 s. 11,ibidem, nr 8, s. 11 .
- Jan Kramarski (1949-2006), „Gazeta Solidarna” 2006, nr 208, s. 8.
- Kalendarium stanu wojennego w regionie częstochowskim (pierwsze dni), „Gazeta Solidarna” 2006, nr 210, s. 2.
- Niezależne Zrzeszenie Studentów w Częstochowie 1980-1990, „Gazeta Solidarna” 2006, nr 201, s. 8-9.
- Trzeci związek, „Dziennik Zachodni”, 2 XI 2006.
- Wolni i demokratyczni, „Dziennik Zachodni”, 29 VI 2006.
- Wolność i Pokój w Częstochowie, „Gazeta Solidarna” 2006, nr 202, s. 8.
- Zajazd na Komitet, „Dziennik Zachodni”, 19 II 2006, nr specjalny.
- Zamarliśmy...: 25 lat po zamachu na Ojca Świętego, „Dziennik Zachodni” 13-14 V 2006.
- Żądamy jeść, bo możemy władzę zgnieść, „Dziennik Zachodni”, 17 VIII 2006.
- Głos wolności; Częstochowa powiedziała: Popieramy stoczniowców!, „Dziennik Zachodni”, 31 VIII 2005, nr specjalny.
- Strajki w Częstochowie, tworzenie Solidarności, „Życie Częstochowskie”, 2-4 IX 2005.
- Trudne początki: z historii prasy NSZZ Solidarność w regionie częstochowskim, „Gazeta Solidarna” 2005, nr 193 s. 2, ibidem, nr 196 s. 2.
- W Energoserwisie i w Lublińcu, „Gazeta Solidarna” 2005, nr 193 s. 4.
- Wolne Słowo: wydawnictwa niezależne w Częstochowie i regionie 1978-1990 [w:] Wolne Słowo. Katalog wystawy, Częstochowa 2005, s. 3-7.